# 1. Sinfonie (Schostakowitsch)

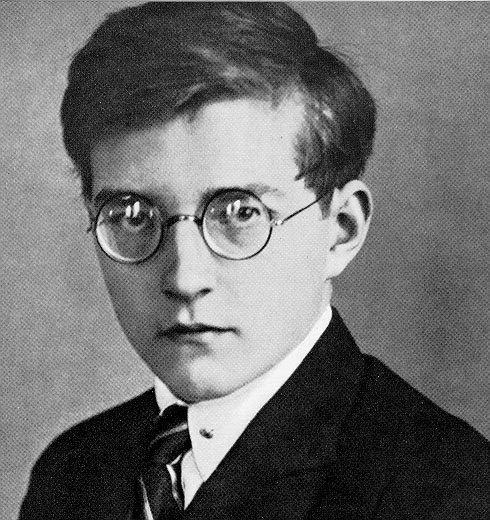
Schostakowitsch im Jahre 1925

Die Sinfonie Nr. 1 in f-Moll op. 10 von Dmitri Schostakowitsch wurde 1924/1925 geschrieben und am 12. Mai 1926 in Leningrad (Sankt Petersburg) von den Leningrader Philharmonikern unter der Leitung von Nikolai Malko uraufgeführt. Schostakowitsch schrieb das Werk als seine Abschlussarbeit am Leningrader Konservatorium im Alter von 18 Jahren.

## Sätze
Die 1. Sinfonie hat vier Sätze:
- Allegretto – Allegro non troppo
- Allegro
- Lento
- Lento – Allegro molto – Largo – Presto

## Besetzung
2 Flöten, 1 Piccolo, 2 Oboen, 2 Klarinetten, 2 Fagotte, 4 Hörner, 2 Trompeten in B, 1 Trompete in F, 3 Posaunen, 1 Tuba, 1 Pauke, Schlagzeug, 1 Triangel, Kleine Trommel, Große Trommel, Becken, Tamtam, Glockenspiel, Klavier, I. Violine, II. Violine, Bratsche, Violoncello, Kontrabass

## Bemerkungen
Als Schostakowitsch knapp vor dem Abschluss seines Studiums am Petersburger Konservatorium stand, verstarb sein Vater. Um die Familie erhalten zu können, musste Dimitri nun jahrelang Geld hinzuverdienen, indem er in Kinos die Klavierbegleitung zu Stummfilmen improvisierte. Obwohl er tagsüber studierte und abends seinem Brotberuf nachging, gelang es ihm, mit 18 als Abschlussarbeit seine 1. Sinfonie in f-moll op.10 (1924/25) vorzulegen. Dieses Werk wurde nicht bloß zu einem Absolventenerfolg, sondern zu einer der besten Arbeiten, die der Komponist je vorlegen sollte. Auch wenn sich Anklänge an Strawinsky oder Prokofjew finden mögen, ist bereits dieses Stück geprägt von einer höchst originellen Einzigartigkeit, die viel vom späteren Schostakowitsch verrät. Es handelt sich um eine bis ins letzte Detail durchdachte Musik, die individuelle Klang- und Ausdrucksformen findet, indem tradierte Schemata aufgegriffen und ironisch gebrochen werden.
„Bruno Walter, dem der junge Komponist in Leningrad seine Komposition vorgespielt hatte, entschloss sich sogleich zu einer Aufführung in Berlin.“ Auch Leopold Stokowski und Arturo Toscanini nahmen sie mit Begeisterung in ihr Repertoire auf.
Schostakowitsch folgt im Groben der überlieferten Form mit Sonatensatz, Scherzo, langsamem Satz und Finale. Diese Formen füllt er mit seiner individuellen Ausdruckspalette, mit überraschenden Wendungen, Zitaten, skurrilen Einfällen und plastischer Überzeichnung.
Die langsame Einleitung rückt eine fanfarenartige Wendung der Trompeten ins Zentrum, die von einem verborgenen Marsch und einem manierierten Walzer gefolgt wird. Mit scheinbar leichter Hand karikiert der 18-Jährige die überkommene Tradition.
Im 2. Satz, dem Scherzo, tritt das Klavier als klangliche Schärfung des Orchesterapparates hinzu. Frech wirbeln die melodischen Einfälle durch die Musikgeschichte mit Querverweisen auf Prokofjew.
Der 3. Satz (Lento) ist von einem lyrischen Grundton geprägt. Über den begleitenden Streichern entfaltet sich in den Holzbläsern expressive Melodik.
Im Finale lotet Schostakowitsch die extremen Register des Orchesters aus, fügt Bruchstücke von Themen aneinander und führt seine 1. Sinfonie zu einem ironisch-pathetischen Ende.
Bis heute zählt dieses Werk nicht zufällig zu den meistgespielten Stücken des Komponisten.